# Montaigne (cantante)
Montaigne, pseudonimo di Jessica Alyssa Cerro (Sydney, 14 agosto 1995), è una cantante australiana.
Avrebbe dovuto rappresentare l'Australia all'Eurovision Song Contest 2020 con il brano Don't Break Me, ma in seguito all'annullamento dell'evento a causa della pandemia di COVID-19, è stata riconfermata come rappresentante nazionale per l'edizione del 2021, dove ha cantato Technicolour.

## Biografia
Nata nella più popolosa città australiana, Montaigne è cresciuta nel quartiere di Hills District. Ha origini argentine, spagnole, filippine e francesi. Suo padre Gus Cerro, un calciatore, ha giocato nella National Soccer League australiana e nelle squadre malaysiane Negeri Sembilan FA e Pahang FA.
Nel 2012 ha partecipato al concorso Unearthed High School indetto dalla radio di musica alternativa Triple J, arrivando in finale con il suo inedito Anyone but Me. A novembre dello stesso anno ha firmato un contratto come autrice con la Albert Music. L'anno successivo ha scelto Montaigne come nome d'arte, ispirandosi al filosofo cinquecentesco Michel de Montaigne.
Il suo singolo di debutto I Am Not an End è uscito nel 2014, ed è andato in rotazione radiofonica su Triple J. Il suo EP Life of Montaigne è stato pubblicato lo stesso novembre su etichetta discografica Wonderlick Entertainment, e ha prodotto un secondo singolo radiofonico, I'm a Fantastic Wreck. In quel periodo ha aperto i concerti del Run Tour di San Cisco e del There There Tour di Megan Washington. A gennaio 2015 ha vinto il premio come migliore artista esordiente ai premi SMAC, organizzati dalla stazione radiofonica FBi Radio. Montaigne ha così intrapreso il suo primo tour come artista principale nei mesi successivi, che l'ha vista visitare le principali città australiane.
L'album di debutto della cantante, Glorious Heights, è stato pubblicato ad agosto 2016 e sostenuto dalla tournée In the Dark Tour. Il disco ha raggiunto la 4ª posizione nella classifica australiana e contiene il singolo Because I Love You, singolo certificato disco d'oro dall'Australian Recording Industry Association con oltre 35 000 copie vendute a livello nazionale. Nello stesso anno Montaigne ha collaborato con il complesso hip hop Hilltop Hoods al brano 1955, uno dei maggiori successi dell'anno in Australia con sei dischi di platino e più di 420.000 vendite. Il successo ottenuto le ha fruttato una vittoria come migliore artista esordiente agli ARIA Music Awards a novembre 2016.
Complex, il secondo album della cantante, è stato pubblicato ad agosto 2019 e ha debuttato al 19º posto nella classifica nazionale. Pochi mesi dopo è stata confermata la partecipazione della cantante ad Eurovision - Australia Decides 2020, il processo di selezione australiano per l'Eurovision Song Contest 2020, con il brano Don't Break Me. Nella serata finale del programma è stata proclamata vincitrice, diventando ufficialmente la rappresentante eurovisiva australiana. Nonostante l'annullamento dell'evento due mesi prima a causa della pandemia di COVID-19, la cantante è stata riconfermata come rappresentante australiana per l'edizione del 2021. Il suo nuovo brano eurovisivo, Technicolour, è uscito a marzo 2021. Nel maggio successivo, Montaigne si è esibita nella prima semifinale eurovisiva, piazzandosi al 14º posto su 16 partecipanti con 28 punti totalizzati e non qualificandosi per la finale.

## Discografia

### Album in studio
- 2016 – Glorious Heights
- 2019 – Complex
- 2022 – Making It!
- 2025 - it's hard to be a fish

### EP
- 2014 – Life of Montaigne

### Singoli
- 2014 – I Am Not an End
- 2014 – I'm a Fantastic Wreck
- 2015 – Clip My Wings
- 2016 – In the Dark
- 2016 – Because I Love You
- 2018 – For Your Love
- 2019 – Ready
- 2019 – Love Might Be Found (Volcano)
- 2020 – Don't Break Me
- 2021 – Technicolour
- 2021 – My Life Is Better with You
- 2021 – Now (In Space)
- 2022 – Always Be You (con David Byrne)
- 2022 – Make Me Feel So (con Daði Freyr)
- 2022 – Die B4 U
- 2022 – Gravity (con David Byrne)

#### Come artista ospite
- 2016 – 1955 (Hilltop Hoods feat. Montaigne e Tom Thum)
- 2017 – Feel That (Akouo feat. Montaigne)
- 2017 – You're the Voice (come parte del United Voices Against Domestic Violence)
- 2017 – I'll Make You Happy (The Bamboos feat. Montaigne)
- 2018 – Best Freestylers in the World (Aunty Donna feat. Montaigne)
- 2022 – A Whole Day's Night (Hilltop Hoods feat. Montaigne e Tom Thum)